# Stelis calliphorina
Stelis calliphorina är en biart som först beskrevs av Cockerell 1911.  Stelis calliphorina ingår i släktet pansarbin, och familjen buksamlarbin. Inga underarter finns listade i Catalogue of Life.